# Sycophaga valentinae
Sycophaga valentinae är en stekelart som beskrevs av Grandi 1952. Sycophaga valentinae ingår i släktet Sycophaga och familjen fikonsteklar.
Artens utbredningsområde är Senegal. Inga underarter finns listade i Catalogue of Life.